# Krokodiljägaren
Krokodiljägaren (en. The Crocodile Hunter) är ett naturinriktat dokumentärprogram med den framlidne Steve Irwin och hans fru Terri som programledare. TV-programmet blev populärt tack vare sitt okonventionella sätt och Irwins vågade tilltag. Det lade grunden till flera andra projekt, bland annat filmen The Crocodile Hunter: Collision Course år 2002.
Serien visas av Animal Planet i USA, men har sålts internationellt och visats av ett flertal TV-kanaler, däribland Kanal 5 i Sverige.